# Distritos municipais de Madrid
A cidade de Madrid está dividida em 21 distritos municipais, os quais estão também divididos em bairros. Os distritos municipais são os seguintes:

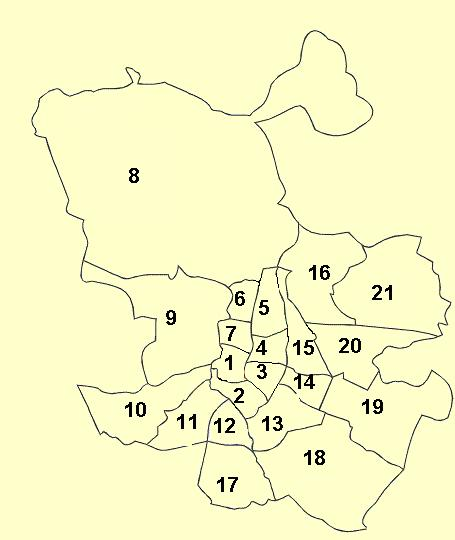
Distritos municipais de Madrid

1. Centro
2. Arganzuela
3. Retiro
4. Salamanca
5. Chamartín
6. Tetuán
7. Chamberí
8. Fuencarral-El Pardo
9. Moncloa-Aravaca
10. Latina
11. Carabanchel
12. Usera
13. Puente de Vallecas
14. Moratalaz
15. Ciudad Lineal
16. Hortaleza
17. Villaverde
18. Villa de Vallecas
19. Vicálvaro
20. San Blas
21. Barajas